# جيك ستيوارت (سياسي)
جيك ستيوارت هو سياسي كندي، ولد في 10 مارس 1978 في كندا. حزبياً، نشط في الحزب التقدمي المحافظ في نيو برونزويك ‏. وقد انتخب عضو الجمعية التشريعية لنيو برونزويك ‏ عن دائرة Southwest Miramichi-Bay du Vin ‏ خلال فترته النيابية ‏.